# Abadía de Echternach
La abadía de Echternach está situada junto al río Sauer en Echternach al este de Luxemburgo, fue un monasterio benedictino, fundado en el siglo VII por San Willibrord, y suprimido durante la ocupación francesa a finales del siglo XVIII. La iglesia, centro de peregrinaciones a la tumba de san Willibrord, es basílica menor desde 1939.
La abadía es ahora muy popular y debe gran parte de su fama a la procesión danzante anual que se celebra cada martes por Pentecostés. Decenas de miles de turistas, excursionistas, peregrinos y clérigos visitan Echternach para presenciar o participar en la ceremonia tradicional.

## Historia
En el siglo VI, una comunidad monástica se estableció a lo largo del Sauer en un terreno que había sido una antigua villa romana. El lugar pertenecía a la diócesis de Tréveris que dio permiso para construir allí un pequeño priorato.
Con el fin de evangelizar la región, Irmina de Oeren propietaria de gran parte del terreno concedió permiso en el año 698 a Willibrord, recientemente consagrado obispo de Utrecht, para construir un monasterio mayor y del que fue nombrado abad.
El primer edificio del templo se abrió en el año 700 con el apoyo financiero de Pipino de Heristal, esta conexión continuó con el hijo de Pipino, Carlos Martel, fundador de la dinastía carolingia, quien a la vez bautizó allí a su hijo Pipino el Breve en el 714, y este concedió a la abadía de Echternach el año 751, el nombramiento de «abadía real», por lo tanto su inmunidad. Alrededor de los muros de la abadía, creció una ciudad que pronto se convirtió en unas de las más prósperas de Luxemburgo.
Además del apoyo carolingio, la abadía tuvo la ayuda de Wilfrido de York, con quien Willibrord había estado en Ripon (Northumbria). Willibrord superó con éxito el sesgo anti-irlandès de Wilfrid, y aseguró el apoyo de muchos monjes irlandeses, que desde la abadía de Fountains se convertirían en la columna vertebral para el primer establecimiento en Echternach.

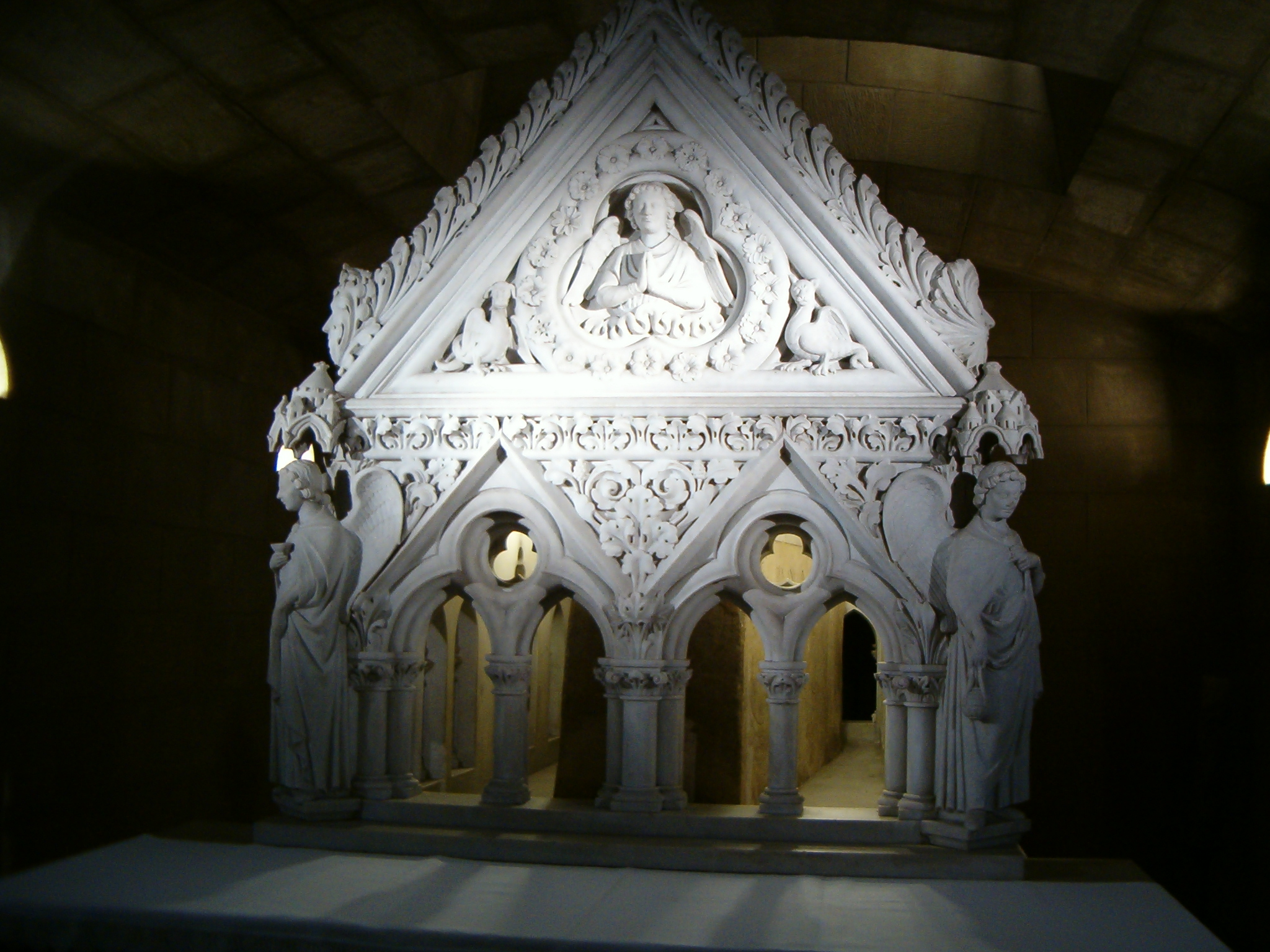
Sarcófago de san Willibrord en la cripta de la abadía.

Willibrord pasó mucho tiempo en Echternach, sobre todo tras el saqueo de Utrecht ocurrido en el 716, y murió allí el año 739 a los 81 años de edad. Fue enterrado en el oratorio, que pronto se convirtió en un lugar de peregrinación, sobre todo después de su canonización.
El tercer abad de Echternach, Bernard, en el 785 fue nombrado arzobispo de Sens. A su muerte en 797, Carlomagno tomó el control de la abadía. La abadía se convirtió en un famoso centro de producción de manuscritos iluminados entre los siglos  IX al XI. El scriptorium era conocido en todo el reino Franco. Los principales manuscritos elaborados en Echternach han sobrevivido al paso del tiempo. La reputación de la abadía era tan grande que Carlomagno envió su consejero Alcuino de York para formarse allí antes de la apertura de la Escuela Palatina de Aquisgrán. La minúscula carolina debe mucho a Echternach.
Estrechamente relacionada con el reino Franco, la abadía declinó rápidamente cuando perdió este patrocinio. Una restauración se realizó en el 971 cuando el emperador Otón I envió cuarenta monjes benedictinos de Tréveris. Fue durante esta nueva «edad de oro» cuando elaboraron el Codex Aureus de Echternach, un códice bíblico escrito completamente en tinta de oro (siglo XI).

### Supresión de la abadía
Los abades de Echternach eran príncipes del Sacro Imperio Romano y continuaron hasta el final de siglo XVIII. El último de ellos murió en 1793, sin un sucesor ni ninguna elección que se realizara. El 13 de agosto de 1794, el general Claude-Sylvestre Colaud entró al frente de las tropas francesas en la ciudad de Echternach. La abadía fue saqueada, los monjes fueron expulsados y la tumba de san Willibrord fue profanada. El monasterio y la iglesia se vendieron como propiedad de la nación en 1797. Jean-Henri Dondelinger, que consiguió la compra a través de una subasta, condicionó los edificios para una fábrica de porcelana.

## Restauraciones

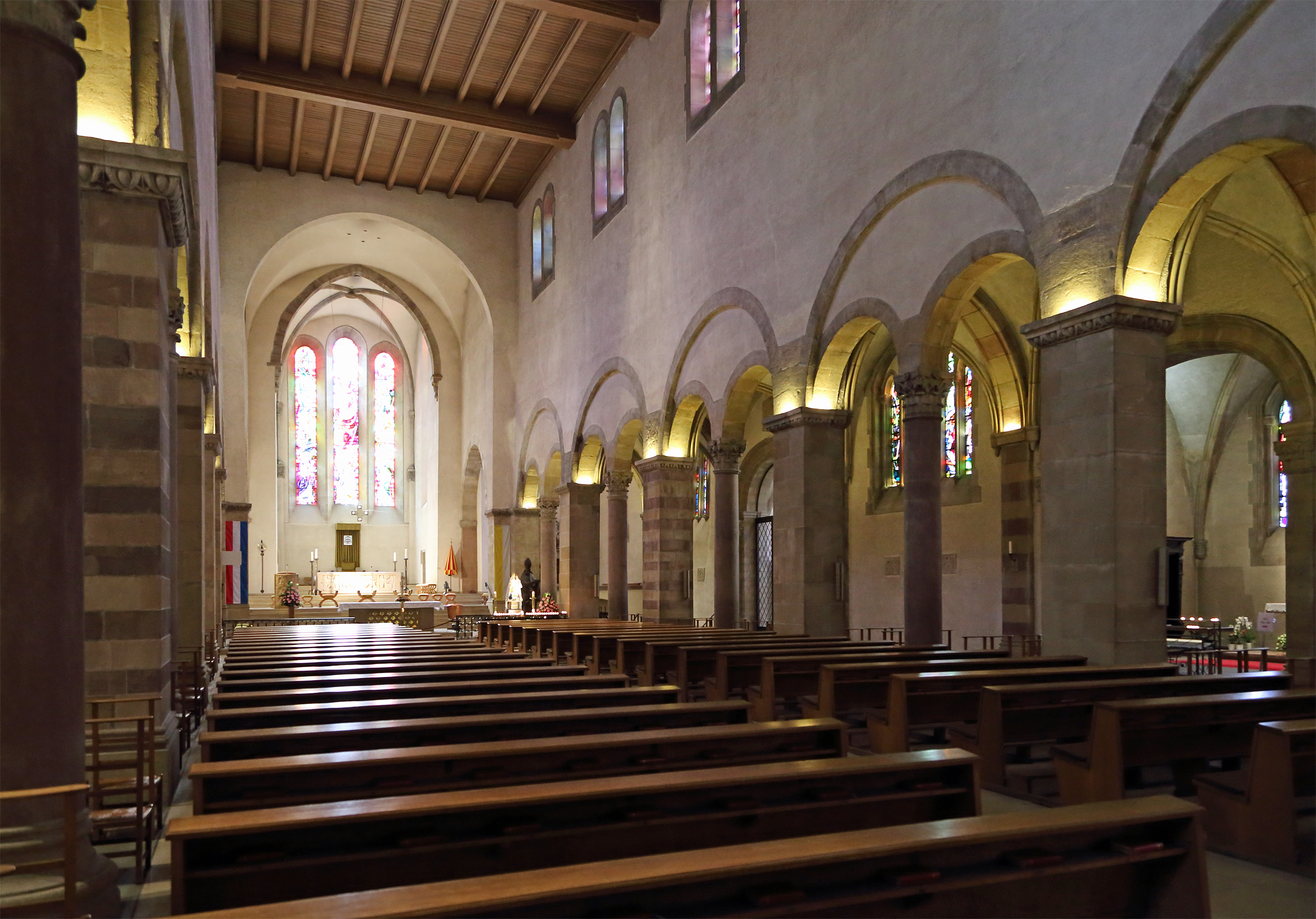
Interior actual de la basílica.

A mediados del siglo XIX, el coro de la iglesia se derrumba parcialmente y está en peligro por completo. En 1862, una asociación para la reconstrucción de la iglesia ( Kirchbauverein ) se creó en Echternach. En 1868, la reconstrucción en estilo neorrománico se completó y la iglesia se consagró nuevamente. Reconociendo su importancia como centro nacional de peregrinación a San Willibrord, el papa Pío XII concedió el 1 de enero de 1939 a la iglesia el título de basílica menor.
Parte de la basílica fue destruida en 1944 como consecuencia de la Segunda Guerra Mundial, los obuses destruyeron los últimos muros. Fue nuevamente reconstruida -quinta iglesia en catorce siglos- en estilo románico como fue en su origen, la fachada está inspirada en la basílica románica del Sagrado Corazón de Paray-le-Monial. El edificio, una vez reconstruido, fue consagrado en el año 1953. La cripta del siglo VIII ha sido una de las partes del templo que ha sobrevivido, sin grandes daños y donde se pueden apreciar unas pinturas al fresco de la época carolingia.
La escuela secundaria de Echternach y su internado ocupan gran parte de los antiguos edificios monásticos.